# Angourie Rice
Angourie Rice, född 1 januari 2001 i Perth, Australien, är en australisk skådespelerska.
Angourie Rice gjorde debut på vita duken 2014 i den australiska apokalyptiska domedagsfilmen These Final Hours där hon spelade mot Nathan Phillips. Hon har även spelat mot Russell Crowe och Ryan Gosling i The Nice Guys från 2016 samt mot landsmaninnan Nicole Kidman och Colin Farrell i De bedragna från 2017.

## Biografi
Angourie Rice föddes i Perth, Western Australia till föräldrarna Jeremy och Kate Rice som båda var involverade i stadens teaterscen. Sedan dess har familjen flyttat till Melbourne.

## Filmografi i urval
- 2013 – These Final Hours
- 2016 – The Nice Guys
- 2017 – Jasper Jones
- 2017 – De bedragna
- 2017 – Spider-Man: Homecoming
- 2018 – Every Day
- 2018 – Ladies in Black
- 2019 – Spider-Man: Far From Home
- 2021 – Mare of Easttown (TV-serie)
- 2021 – Spider-Man: No Way Home
- 2022 – Honor Society
- 2024 – Mean Girls